# Michael Swanwick

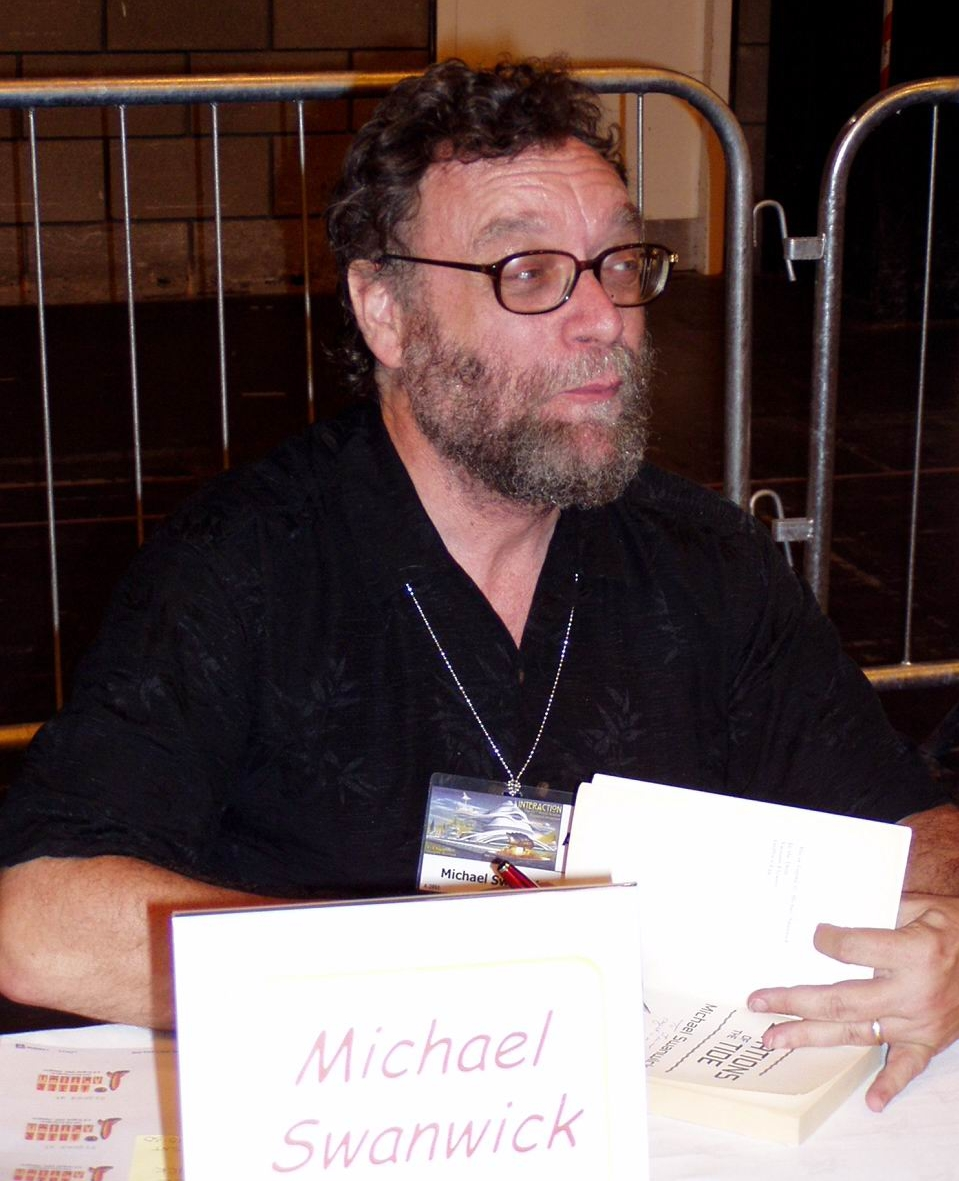
Auf der 63. World Science Fiction Convention in Glasgow, August 2005

Michael Swanwick (* 18. November 1950 in Philadelphia, Pennsylvania) ist ein US-amerikanischer Fantasy- und Science-Fiction-Schriftsteller.

## Leben
In den frühen 1980er-Jahren veröffentlichte Swanwick seine ersten Werke. In seinem Roman Die Todesschneise schildert Swanwick die Auswirkungen eines noch schlimmeren Vorfalls, als den von Harrisburg im AKW Three Mile Island. In Vakuumblumen zeichnet er ein Bild der Menschheit, die zum „Einschluß“ geronnen ist, einem zentral gesteuerten kybernetischen Kollektivwesen. In Zeiten der Flut hat einen Bürokraten zum Protagonisten, der auch im gesamten Buch nur „der Bürokrat“ heißt. Mit Hilfe seiner Aktentasche jagt er einen Zauberer, der „verbotene Technik“ nutzt. In Die Tochter des stählernen Drachen beschreibt Swanwick eine Welt, in der die Elfen Mode von Armani tragen, Drachen kybernetische Flugmaschinen sind und die Piloten sich mit dem Bewusstsein des Drachen verkoppeln können. Jack Faust ist eine Adaption des Faust mit moderner Technik und Wissenschaft.
In Zeiten der Flut gewann den Nebula als bester Roman 1991. Einige von Swanwicks Kurzgeschichten sind ebenfalls gewürdigt worden: Er gewann den Theodore Sturgeon Memorial Award für The Edge of the World 1989, den World Fantasy Award für Radio Waves 1996, sowie mehrfach den Hugo Award für The Very Pulse of the Machine 1999, Scherzo with Tyrannosaur 2000, The Dog Said Bow-Wow 2002, Slow Life 2003, und Legions in Time 2004. 2008 erhielt er den Locus Award für A Small Room in Koboldtown, 2002 bereits für Being Gardner Dozois und 2001 für Tales of Old Earth. Mehrfach gewann er den Asimov's Reader Poll.
Swanwick hat ebenso Sachbücher über seine beiden Literaturgattungen geschrieben. So schrieb er The User's Guide to the Postmoderns 1986 über den aktuellen Stand der Science Fiction und In the Tradition… 1994 über den Bereich der Fantasy. Das erste Werk ist nicht ganz unumstritten, weil er neue SF Autoren in die Kategorien "Cyberpunk" und "literarische Humanisten" einsortierte. 1997 wurden beide Bücher in The Postmodern Archipelago zusammengefasst. 2001 veröffentlichte Swanwick ein buchfüllendes Interview mit Gardner Dozois unter dem Titel Being Gardner Dozois.

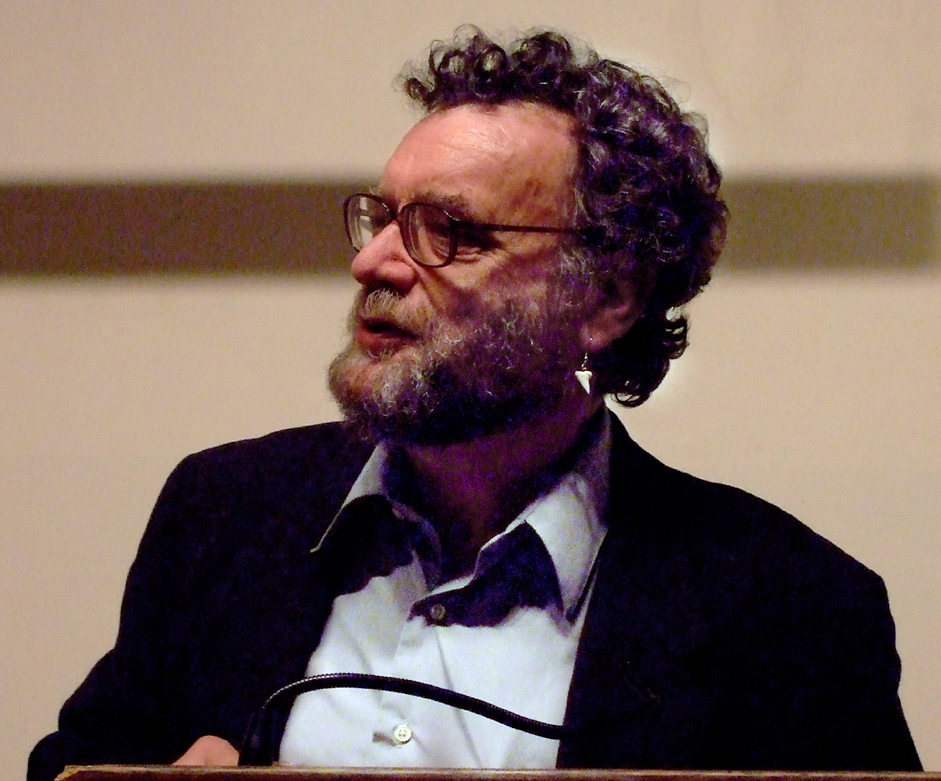
Auf dem Avram Davidson tribute, New York City, 2007

## Werke

### Romane

#### The Iron Dragon's Daughter
- 1 The Iron Dragon's Daughter, Millennium 1993, ISBN 1-85798-080-8 (nominiert für den Clarke, den Locus Award in der Kategorie Fantasy und den World Fantasy Award, 1994)
  - Die Tochter des stählernen Drachen, Heyne-Science-Fiction & Fantasy #5377 1996, Übersetzer Alfons Winkelmann, ISBN 3-453-09479-4
- 2 The Dragons of Babel, Tor 2008, ISBN 978-0-7653-1950-0 (nominiert für den Locus Award, 2009)
- 3 The Iron Dragon's Mother, Tor 2019, ISBN 978-1-250-19825-9

#### Darger and Surplus
- Dancing With Bears, Night Shade Books 2011, ISBN 978-1-59780-235-2
- Chasing the Phoenix, Tor 2015, ISBN 978-0-7653-8090-6
- The Postutopian Adventures of Darger and Surplus, Subterranean Press 2020, ISBN 978-1-59606-936-7 (Sammlung)

#### Weitere Romane
- In the drift, Ace Books 1985, ISBN 0-441-35869-1
  - Die Todesschneise, Heyne-Science-Fiction & Fantasy #5002 1993, Übersetzerin Irene Holicki, ISBN 3-453-06229-9
- Vacuum Flowers, Arbor House 1987, ISBN 0-87795-870-X
  - Vakuumblumen, Heyne-Science-Fiction & Fantasy #4636 1990, Übersetzer Peter Robert, ISBN 3-453-03898-3
- Griffin's Egg, Legend / Century 1991, ISBN 0-7126-4578-0
  - Eines Greifen Ei, Heyne-Science-Fiction & Fantasy #5094 1993, Übersetzerin Irene Bonhorst, ISBN 3-453-07257-X
- Stations of the Tide, William Morrow SFBC 1991, ISBN 0-688-10451-7 (Gewinner des Nebula Award, 1991, nominiert für den Hugo Award und den Campbell Award 1992, sowie den Clarke Award 1993)
  - In Zeiten der Flut, Heyne-Science-Fiction & Fantasy #5890 1997, Übersetzer Norbert Stöbe, ISBN 3-453-12669-6
- Jack Faust, Avon Books 1997, ISBN 0-380-97444-4 (nominiert für den BSFA Award, 1997, sowie den Hugo und Locus, 1998)
- Bones of the Earth, Eos / HarperCollins 2002, ISBN 0-380-97836-9 (nominiert für den Nebula Award, 2002, sowie Hugo, Locus, und Campbell Award, 2003)
- City Under the Stars, Tor.com 2020, ISBN 978-1-250-75658-9 (mit Gardner Dozois)

### Kurzgeschichtensammlungen
- Gravity's Angels, Arkham House 1991, ISBN 0-87054-162-5
  - Engel der Schwerkraft, Heyne-Science-Fiction & Fantasy #5971 1997, Übersetzer Norbert Stöbe, ISBN 3-453-13993-3

- Das Fest des Heiligen Janis, 1998, The Feast of Saint Janis, 1980
- Ginungagap, 1998, Ginungagap, 1980
- Mummenkuss, 1998, Mummer Kiss, 1981
- Der Mann, der Picasso kannte, 1998, The Man Who Met Picasso, 1982
- Der blinde Minotaurus, 1998, The Blind Minotaur, 1984
- Die Seelenwanderung des Philip K., 1998, The Transmigration of Philip K., 1984
- Das Trojanische Pferd, 1998, Trojan Horse, 1984
- Die Kirche der goettlichen Verheissung, 1998, Covenant of Souls, 1986
- Weitsicht, 1998, Foresight, 1987
- Die Drachenlinie, 1998, The Dragon Line, 1988
- Ein Wintermaerchen, 1998, A Midwinter's Tale, 1988
- Schnee-Engel, 1998, Snow Angels, 1989
- Der Rand der Welt, 1998, The Edge of the World, 1989

- A Geography of Unknown Lands, Tigereyes Press 1997, ISBN 0-931763-06-1
- Moon Dogs, NESFA Press 2000, ISBN 1-886778-22-1
- Tales of Old Earth, North Atlantic Books/Tachyon Publications/Frog, Ltd. 2000, ISBN 1-58394-016-2
- Cigar-Box Faust and Other Miniatures, Tachyon Publications 2003, ISBN 1-892391-07-4
- Michael Swanwick's Field Guide to the Mesozoic Megafauna, Tachyon Publications 2004, ISBN 1-892391-13-9
- The Periodic Table of Science Fiction, PS Publishing 2005, ISBN 1-904619-01-0
- The Dog Said Bow-Wow, Tachyon Publications 2007, ISBN 1-892391-52-X
- The Best of Michael Swanwick, Subterranean Press 2008, ISBN 978-1-59606-178-1
- Not So Much Said the Cat, Tachyon Publications 2016, ISBN 978-1-61696-228-9 (nominiert für den Locus Award 2017)

### Kurzgeschichten (Auswahl)
- The Gods of Mars, 1985 (mit Gardner Dozois und Jack Dann)
- Dogfight, 1985 (mit William Gibson)
- The Edge of the World, 1989 (Gewinner des Sturgeon Award)
- Griffin's Egg, 1991
- The Dead, 1996
- The Very Pulse of the Machine, 1998 (Gewinner des Hugo Award)
- Radiant Doors, 1999 (nominiert für den Nebula Award)
- Ancient Engines, 1999 (nominiert für den Nebula Award)
- Scherzo with Tyrannosaur, 1999 (Gewinner des Hugo Award)
- The Dog Said Bow-Wow, 2001 (Gewinner des Hugo Award)
- Slow Life, 2002 (Gewinner des Hugo Award)
- ‘Hello’, Said the Stick, 2002 (nominiert für den Hugo Award)
- Legions in Time, 2003 (Gewinner des Hugo Award)
- Tin Marsh, 2006
- Urdumheim, 2007

### Sachbücher
- User's Guide to the Postmoderns, 1986
- In the Tradition…, 1994
- The Postmodern Archipelago, Tachyon Publications 1997, ISBN 0-9648320-6-2
- Being Gardner Dozois: An Interview by Michael Swanwick, Old Earth Books 2001, ISBN 1-882968-19-0 (Gewinner des Locus Awards 2002, nominiert für den Hugo Award 2002)
- What Can Be Saved from the Wreckage?: James Branch Cabell in the Twenty-First Century, Temporary Culture 2007, ISBN 0-9764660-3-1
- Hope-in-the-Mist: The Extraordinary Career and Mysterious Life of Hope Mirrlees, Temporary Culture 2009, ISBN 978-0-9764660-5-5 (nominiert für Hugo und Locus 2010)